# Propaganda

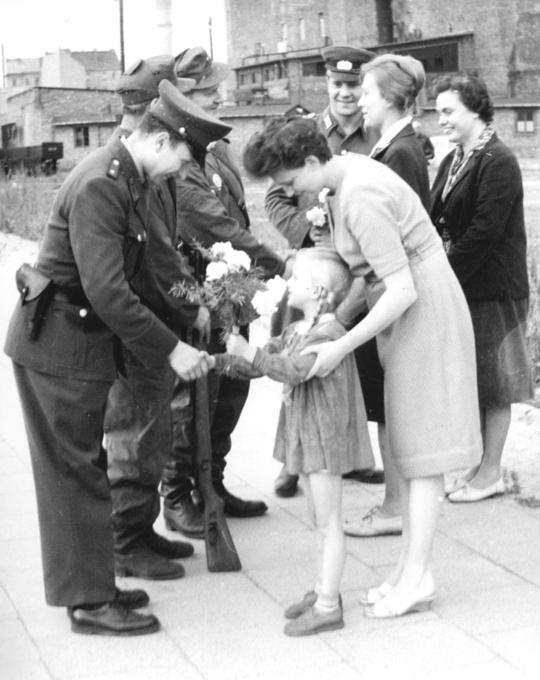
Blumen für die DDR-Grenzsoldaten an der Berliner Mauer. Die Szene hatte eine propagandistische Funktion gegenüber der westlichen Welt und gegenüber DDR-Bürgern.

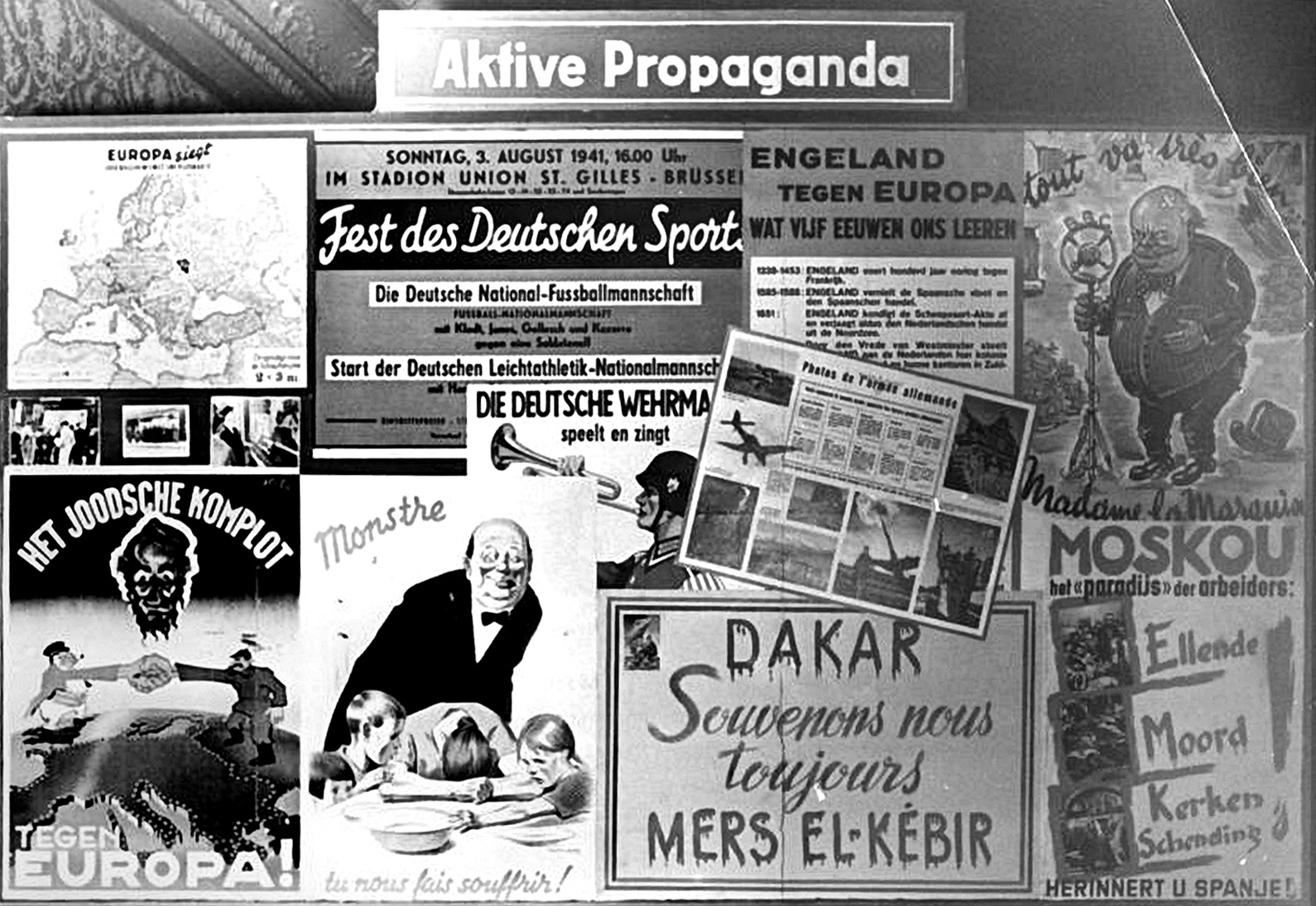
Wandtafel in einer Ausstellung über nationalsozialistische Propaganda

Propaganda (von lateinisch propagare, „weiter ausbreiten“, „ausbreiten“, „verbreiten“) bezeichnet in ihrer modernen Bedeutung zielgerichtete Versuche, politische, religiöse oder weltanschauliche Meinungen oder öffentliche Sichtweisen zu formen, Erkenntnisse zu manipulieren und das Verhalten in eine vom Propagandisten oder Herrscher erwünschte Richtung zu steuern. Die verschiedenen Seiten einer Thematik nicht darzulegen sowie die Vermischung von Information und Meinung charakterisieren dabei die Propagandatechniken. Dies steht im Gegensatz zu pluralistischen und kritischen Sichtweisen, welche durch unterschiedliche Erfahrungen, Beobachtungen und Bewertungen sowie einen rationalen Diskurs geformt werden.

## Bedeutungsgeschichte

### Gegenreformation
Der Begriff leitet sich vom lateinischen Namen einer päpstlichen Behörde ab, der 1622 von Gregor XV. im Zuge der Gegenreformation ins Leben gerufenen Sacra congregatio de propaganda fide, zu deutsch etwa „Heilige Kongregation für die Verbreitung des Glaubens“, heute offiziell „Dikasterium für die Evangelisierung“. Noch im 17. Jahrhundert bürgerte sich die Kurzform propaganda – eigentlich die Gerundivform von lat. propagare, „verbreiten, ausdehnen“ – als Name für diese Missionsgesellschaft ein, deren Zweck es war, dem Protestantismus entgegenzutreten sowie die Neue Welt zu missionieren.

### Französische Revolution
Etwa seit der Zeit der Französischen Revolution wird das Wort im heutigen, weltlichen Sinne gebraucht, also als Bezeichnung für die Verbreitung politischer Ideen. So formierte sich 1790 in Paris der Club de la propagande, eine Geheimgesellschaft der Jakobiner zur Verbreitung revolutionärer Ideen. In dieser Bedeutung ist der Begriff heute in vielen weiteren Sprachen zu finden.

### Wissenschaftliche Fundierung
In den 1920er Jahren begann die wissenschaftliche Untersuchung des Themas, wobei der Begriff weitgehend wertneutral als grundlegender und notwendiger Sachverhalt des gesellschaftlichen Lebens verstanden wurde.
Edward L. Bernays, der Begründer der später von ihm in Öffentlichkeitsarbeit umbenannten modernen Propaganda, definierte sie zunächst als „in sich stimmige, anhaltende Bemühung zur Schaffung oder Formung von Ereignissen, um die Beziehungen der Öffentlichkeit zu einem Unternehmen, einer Idee oder Gruppe zu beeinflussen.“ Er unterschied die moderne und mithilfe von Marktforschung, Demoskopie und Psychologie systematisch geplante und medial vermittelte Propaganda von älteren weniger professionellen Formen. Seine psychoanalytische Orientierung ließ ihn die Bedeutung des Unbewussten und der Phänomene der Verdrängung und Verschiebung als Basis erfolgreicher Propaganda verstehen. Statt auf direkte Appelle und rationale Argumente setzte seine Propagandatechnik auf die dem Empfänger unbewusste indirekte Erzeugung von Bedürfnissen, die der Rezipient als seine eigenen Wünsche und als Ausdruck seines freien Willens erlebt. Bernays ging davon aus, dass demokratischer Partizipation der Bürger und der Legitimation des staatlichen Handelns dann am besten gedient sei, wenn der Staat mithilfe wissenschaftlicher Methoden und den Sachanalysen von Experten die öffentliche Meinung so beeinflusst und lenkt, dass ein Konsens entsteht und die Regierung für ihre Politik Unterstützung findet.
Dabei bezog sich Bernays unter anderem auf die Arbeiten des US-amerikanischen politischen Theoretikers und Journalisten Walter Lippmann. Dieser sah in der Herstellung einer einheitlichen Meinung (manufacturing consent) eine der Hauptaufgaben von Massenmedien in Zusammenarbeit mit den Entscheidungsträgern. Diese sah er als „spezialisierte Klasse“ englisch specialised class, der die wesentlichen politischen Entscheidungen vorbehalten sein sollten.
In Harold D. Lasswells Verständnis von Propaganda spielte die Semiotik symbolischer Interaktion erstmals eine entscheidende Rolle.

### Heutiger Gebrauch
Durch die Monopolisierung der Propaganda in diktatorischen Regimen, insbesondere des Nationalsozialismus und Stalinismus, erhielt der Terminus einen stark pejorativen (abwertenden) Charakter und wird fast nur noch kritisch verwendet. Auf Grund dieser negativen Konnotation wurde der Begriff Propaganda schon früh durch Edward Bernays selbst durch Öffentlichkeitsarbeit (oder das englische Public Relations) ersetzt. Dabei ging es Bernays lediglich um den Austausch des Begriffes, als die Funktionsweise und damit die Manipulation der Öffentlichkeit gleich blieb. Im Kern bedeuten beide Begriffe eine unsichtbare Führung der meisten Menschen durch einige Wenige, wobei Bernays’ Anspruch, dass PR für die „gute Sache“ betrieben werden müsse, widersprüchlich bleibt. Der Begriff „Propaganda“ wird heute vor allem kritisch für politische und militärische Beeinflussung der öffentlichen Meinung benutzt; in der Wirtschaft spricht man heute eher von „Werbung“ und „Öffentlichkeitsarbeit“, in der Religion von „Missionierung“, in der Politik affirmativ eher von Public Diplomacy, bei Militäraktionen von psychologischer Kriegsführung.
Als Folge der Abwertung des Begriffs verwendet z. B. keine der demokratischen Parteien der Bundesrepublik Deutschland für ihre Werbemaßnahmen die Bezeichnung Propaganda. Der Medienwissenschaftler Norbert Bolz bezeichnete jedoch „inhaltsleere“ Kampagnen (im Wahlkampf 2013), die nichts mit politischem Wahlkampf, sondern eher mit Wohlfühlen zu tun haben, als „Wohlfühlpropaganda“. Bolz bezeichnete im Jahr 2018 die Nachrichtenflut der Weltkommunikation der neuen elektronischen Medien als Hauptgrund für die Unfähigkeit des Bürgers, sich eine eigene Meinung zu bilden und damit seine Anfälligkeit für „Meinung von der Stange“, was er mit Propaganda gleichsetzt. Dabei gehe es aber in demokratischen Ländern mitnichten um Gehirnwäsche und Zensur, und auch in neuen internetbasierten Medien fände sich dazu kein Korrektiv.
Noam Chomsky und Edward S. Herman publizierten 1988 in ihrem Werk Manufacturing Consent: The Political Economy of the Mass Media ein „Propagandamodell der Kommunikation“ (verfilmt unter dem Titel Die Konsensfabrik), wonach in westlichen Ländern mehrstufige „Filter“ in der Nachrichtenaufbereitung durch die Massenmedien eine objektive Berichterstattung verhinderten. Chomskys und Hermans Modell ist umstritten: Laut Joan Pedro-Carañana, Daniel Broudy und Jeffery Klaehn gilt es heute als valides, international empirisch vielfach bestätigtes, wissenschaftliches Modell, der amerikanische Soziologe Ted Goertzel bezeichnet es dagegen als Verschwörungstheorie und „Teil eines intellektuellen und politischen post-truth Klimas, das die Bedeutung von rhetorischer und ideologischer Korrektheit höher schätzt als eine rechtschaffene Untersuchung“.

## Definition und Charakter

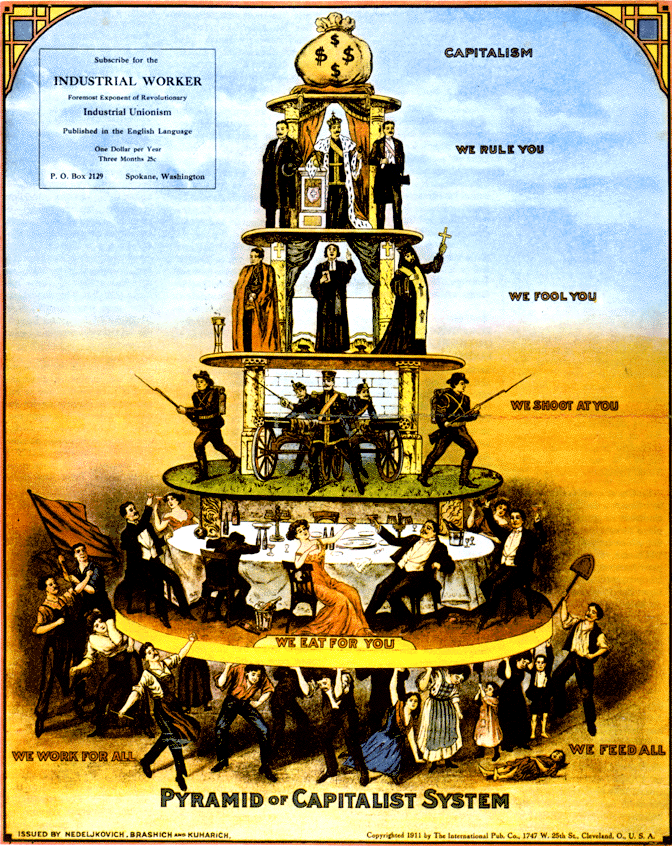
Antikapitalistische Propaganda

Garth S. Jowett und Victoria O’Donnell definieren Propaganda als den absichtsvollen systematischen Versuch, Wahrnehmungen (perceptions) zu prägen, das Verständnis von Sachverhalten zu manipulieren und das Verhalten zu steuern, so dass eine Reaktion hervorgerufen wird, die das gewünschte Ziel des Propagandisten fördert.
Harold D. Laswells Begriffsbestimmung zielt noch deutlicher auf den technischen Aspekt:
“Propaganda im weitesten Sinn ist die Technik, die Handlungen der Menschen durch Manipulation von Darstellungen zu beeinflussen. Diese Darstellungen können gesprochene, geschriebene, bildliche oder musikalische Form haben.”
Die Manipulation kann gesteuert oder ungesteuert, bewusst oder unbewusst sein, sie kann politisch oder gesellschaftlich bedingt sein. Der Begriff der Propaganda reicht von der staatlich bewusst gesteuerten Beeinflussung der öffentlichen Meinung (Edward Bernays) bis hin zur „soziologischen Propaganda“, in der Individuen sich selbst unbewusst manipulieren und manipulieren lassen, um den gesellschaftlichen Erwartungen zu entsprechen (Jacques Ellul):
Der Propagandist dramatisiert unsere Vorurteile und spricht etwas Tiefliegendes und sogar Beschämendes in uns an. Propaganda wird so zu einer Ko-Produktion, in der wir bereitwillig mitarbeiten, sie spricht aus, was wir uns innerlich halblaut zuflüstern. Propaganda ist weniger ein Reiz-Reaktions-Mechanismus als ein Phantasiegebilde oder eine Verschwörung, an der wir beteiligt sind, die Verschwörung unserer eigenen Selbsttäuschung.
Der Übergang von Nicht-Propaganda zur Propaganda ist fließend. Wirkungsvolle Manipulation setzt eine nicht-manipulative Einbettung voraus, um ihre Wirkung entfalten zu können, weshalb der Hinweis auf die Kontexte noch keine Widerlegung des manipulativen Charakters eines Kommunikationsaktes ist. Propaganda kann außerdem nur wirken, wenn sie die Situation und Bedürfnisse des Rezipienten in Rechnung stellt und dessen Eigentätigkeit in den Prozess der Überzeugung einschließt.
Propaganda wird als eine Form der Manipulation der öffentlichen Meinung oder von Meinungen überhaupt verstanden, wobei die semiotische Instrumentalisierung von Zeichen im Vordergrund steht („Propaganda is a major form of manipulation by symbols“).
Damit gehört die Propaganda zu einer besonderen Form der Kommunikation, die in der Kommunikationsforschung, und hier besonders in der Medienwirkungsforschung unter dem Gesichtspunkt der Medienmanipulation untersucht wird. Propaganda ist ein bestimmter Kommunikationstyp, der dadurch gekennzeichnet ist, dass die Darstellung der Wirklichkeit verzerrt wird.
Zu den Medien, die Propagandabotschaften vermitteln können, gehören Nachrichten, Regierungsmitteilungen, historische Darstellungen, pseudowissenschaftliche Analysen, Bücher, Flugblätter, Filme, soziale Medien, Radio, Fernsehen und Plakate. Weniger verbreitet sind heutzutage Postkarten oder Briefumschläge.
In Radio und Fernsehen kann Propaganda in Nachrichten- oder Talkshows vorkommen, als Werbung oder als öffentliche politische Verlautbarung. Propagandakampagnen folgen häufig einem strategischen Plan, um die Zielgruppe zu indoktrinieren. Dies kann mit einem Flugblatt oder einer Werbesendung beginnen. Im Allgemeinen enthalten diese Botschaften Hinweise zu weiteren Informationen über eine Website, eine Hotline, ein Radioprogramm usw. Die Strategie zielt darauf ab, den Rezipienten durch Verstärkungsmechanismen von der Informationsaufnahme zur Informationssuche zu führen, und danach von der Informationssuche durch Indoktrination zur aktiven Meinungsführung.

### Propaganda in diktatorisch-regierten Ländern
Die Sprachvorgabe des diktatorischen NS-Regimes zwischen 1933 und 1945 sah den Begriff Propaganda als eine für seine Ziele exklusiv vorbehaltene Begrifflichkeit an, die nicht für banale, der eigenen Ideologie zuwiderlaufende Dinge entwertet werden dürfe. Bolschewistische Propaganda gebe es nicht, in dem Fall habe man von Greuelpropaganda zu sprechen: „Propaganda nur dann, wenn für uns, Hetze, wenn gegen uns“.
In der Propaganda anderer autoritärer Regime spielen Verschwörungstheorien eine große Rolle: Um Rechtsbrüche und Gewalt zu legitimieren und Andersdenkende zu diffamieren oder zum Schweigen zu bringen, wird behauptet, alle politischen Gegner würden insgeheim unter einer Decke stecken und seien von je nach Ideologie unterschiedlichen Staatsfeinden bezahlt. Beispiele für solche staatlich propagierten Verschwörungstheorien sind der Antisemitismus des NS-Staats, das bolivarische Regime in Venezuela seit 1992, das den US-Imperialismus als Ursache der zahlreichen Probleme des Landes hinstellt, oder Simbabwe unter Präsident Robert Mugabe. Wie der McCarthyismus in den USA der späten 1940er und 1950er Jahre zeigt, können auch demokratische Staaten verschwörungstheoretische Propaganda benutzen.

## Propaganda und Völkerrecht
Kriegs- und Hasspropaganda ist gemäß Art. 20 des von 173 Staaten ratifizierten Internationalen Pakts über bürgerliche und politische Rechte (UN-Zivilpakt) seit 1976 verboten.
In Bezug auf politische und militärische Konflikte wird Propaganda der psychologischen Kriegführung und dem Informationskrieg zugeordnet, die im Zeitalter der hybriden Kriegsführung und des Cyberkriegs besondere Bedeutung bekommen.

## Kriegspropaganda
Die belgische Historikerin Anne Morelli publizierte 2001 das mediensoziologische Werk Die Prinzipien der Kriegspropaganda, in dem sie typische Propaganda-Prinzipien und Propaganda-Techniken analysiert und erläutert.

### Kriegspropaganda im Ersten Weltkrieg
Gezielte und organisierte Kriegspropaganda wurde von allen kriegführenden Mächten betrieben, im deutschen Kaiserreich dabei stark von der Obersten Heeresleitung, in Großbritannien vom War Propaganda Bureau und in Frankreich vom Maison de la Presse.
Zum Beispiel spielten bei der psychologischen Kriegführung sogenannte Maueranschläge eine wichtige Rolle, sowohl bei den Mittelmächten als auch bei der Entente und ihren Alliierten. So beteiligten sich in Deutschland zahlreiche Künstler, u. a. Walter Trier, Louis Oppenheim und Paul Brockmüller, an der Gestaltung zahlreicher Plakate.

### Kriegspropaganda im Zweiten Weltkrieg

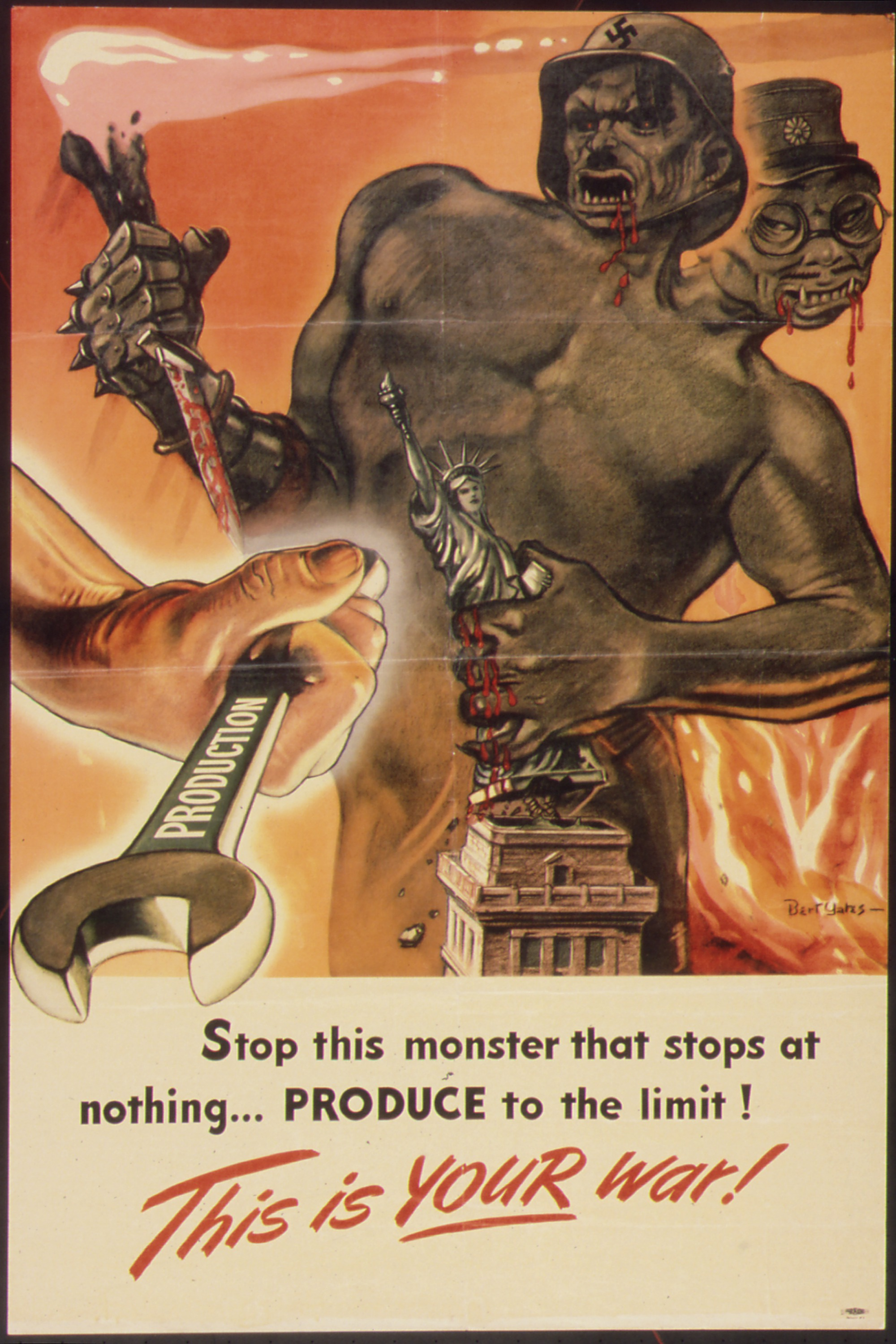
Ein US-amerikanisches Plakat ruft zur Maximierung der Produktionsleistung während des Kriegs gegen die Achsenmächte auf: „Stoppt das Monster, das vor nichts zurückschreckt.“

In den kriegführenden Ländern wurde Propaganda gegen die Kriegsgegner gemacht. Vor allem die Erfindung des Films führte zu einer großen Anzahl von Propagandafilmen.

#### Nationalsozialistische Propaganda
Adolf Hitler und sein Reichsminister für Volksaufklärung und Propaganda Joseph Goebbels gaben in der Zeit des Nationalsozialismus schon vor dem Krieg ab 1933 der Propaganda eine totalitäre und dominante Bedeutung und nutzten dazu vor allem die Presse, den Rundfunk, sämtliche Medien der Künste und symbolisch markant aufgezogene Massenveranstaltungen.

#### Propaganda der Alliierten
Die Anti-Hitler-Koalition betrieb über das United States Office of War Information und das Informationsministerium des Vereinigten Königreichs mehrere Feindsender und Rundfunkpropaganda. Auch wurde die Deutsche Wehrmacht und vor allem Adolf Hitler auf Plakaten häufig lächerlich gemacht.

## Beispiele

### Die Münze als Propagandamittel

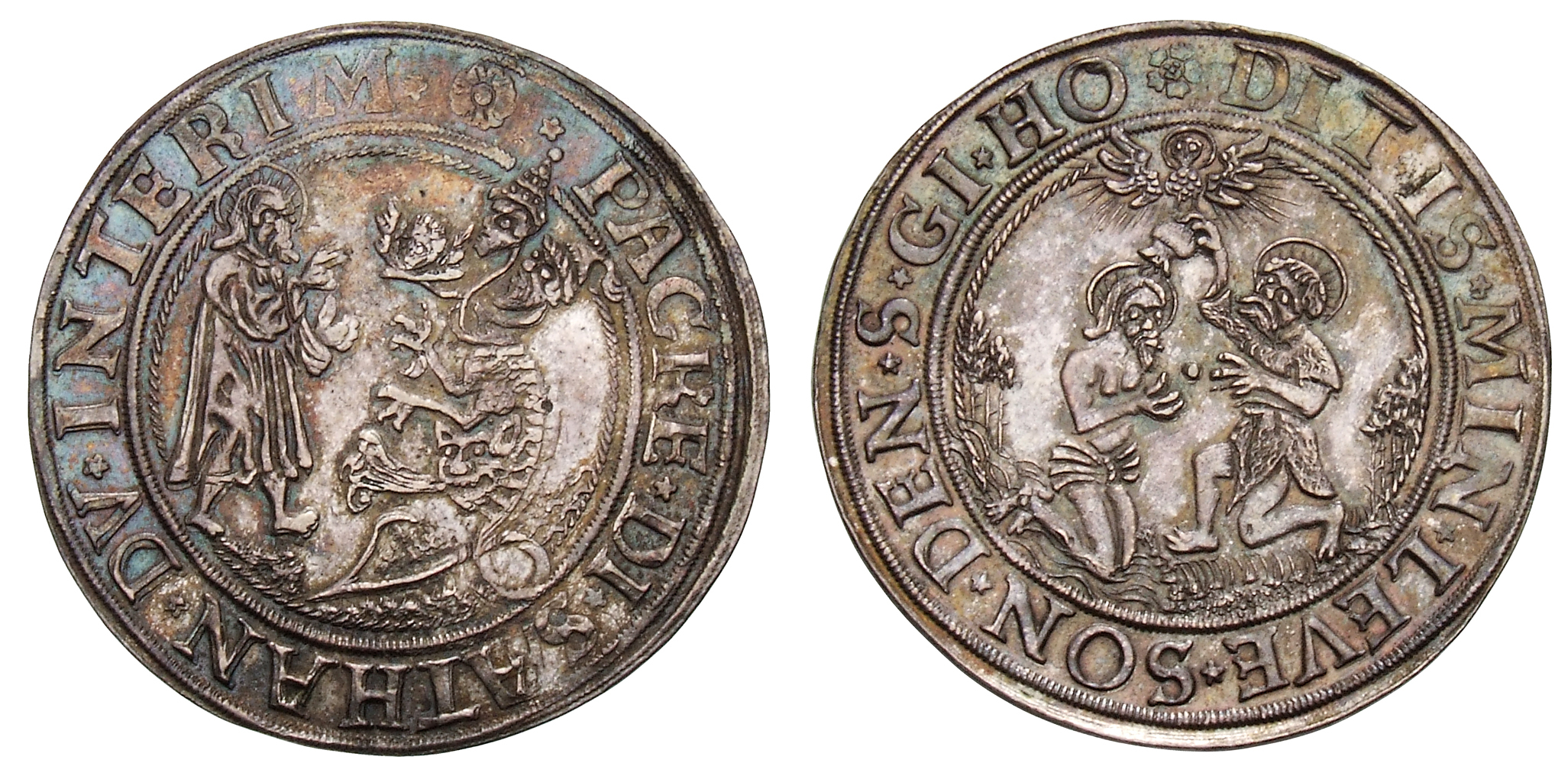
Der Interimstaler, um 1549 geprägt, diente im Konfessionsstreit als Propagandamittel.

Der Interimstaler, mitunter auch als Spotttaler auf das Augsburger Interim bezeichnet, ist eine um 1549 in Magdeburg ausgegebene talerförmige Medaille mit Talernamen. Das Stück wurde auf das von dem Geharnischten Reichstag in Augsburg 1549 verabschiedete Interim geprägt. Der sogenannte Interimstaler diente im Konfessionsstreit als Propagandamittel. Es gibt eine große Menge von Verschiedenheiten dieser Gepräge. Die Vorderseite zeigt im Feld links Jesus Christus, der das durch ein Ungeheuer versinnbildlichte Interim beschwört. Das dreiköpfige Ungeheuer stellt einen Drachen mit Engelskopf, Papstkopf und Türkenkopf dar. Unten über dem mit Sternen besetzten Hakenschwanz verbirgt sich eine Teufelslarve, die auch als speiende Fratze bezeichnet wird.

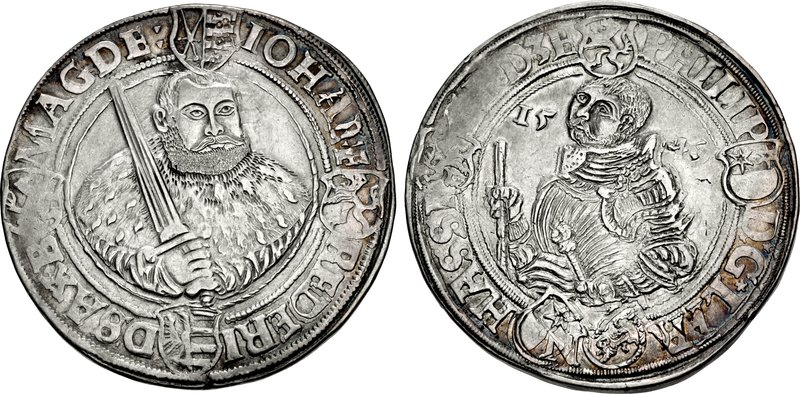
Schmalkaldischer Bundestaler von 1546. Die Bundeshauptleute propagierten mit ihren Silbermünzen den Sieg des Schmalkaldischen Bundes über den Herzog von Braunschweig.

Der Schmalkaldische Bundestaler und dessen Teilstücke sind Gemeinschaftsprägungen des sächsischen Kurfürsten Johann Friedrich des Großmütigen und des Landgrafen Philipp von Hessen, der beiden Führer des Schmalkaldischen Bundes. Die lutherischen Fürsten und Städte hatten sich 1531 zu einem Bund in Schmalkalden vereinigt, um ihren durch die Säkularisation der Kirchengüter erlangten Machtgewinn und Besitz gegen die Ansprüche des Kaisers zu sichern. Die mit der Einführung der Reformation säkularisierten Kirchengüter hatte Kaiser Karl V. (1519–1556) für sich verlangt. Die Führer des Schmalkaldischen Bundes, der sächsische Kurfürst Johann Friedrich der Großmütige (1532–1554), 1547–1552 in Gefangenschaft, seit 1552 Herzog und Landgraf Philipp von Hessen (1518–1567) nutzten die Talerprägungen als wirksames Propagandamittel, indem sie sich mit ihrer beiden Bildnis auf repräsentativen Gemeinschaftsprägungen darstellen ließen. Die Bundeshauptleute propagierten mit ihren Silbermünzen den Sieg des Schmalkaldischen Bundes über den Herzog von Braunschweig.
In den 1590er Jahren lag Herzog Heinrich Julius von Braunschweig-Wolfenbütte im Streit mit seinem Landadel. Als Propagandamittel für seine Politik ließ er mehrere sogenannte emblematische Taler in großer Zahl prägen. Das waren der Rebellentaler von 1595 als erste der Sinnbildtaler, 1596/97 folgte der Lügentaler, 1597/98 der Wahrheitstaler, 1599 der Mückentaler und im gleichen Jahr der Pelikan- oder Patriotentaler.

### Kommunistische Agitation und Propaganda (Agitprop)

#### Lenins Propagandaverständnis
Lenin verstand unter Propaganda die allgemeine Überzeugungsarbeit von Kommunisten, im Unterschied zur Agitation, die ein „Appell an die Massen zu bestimmten konkreten Aktionen“ sei. Besonders in den Anfangszeiten der Sowjetunion war die Agitprop durch moderne Kunstrichtungen (den Futurismus) beeinflusst.

#### Propaganda in der DDR

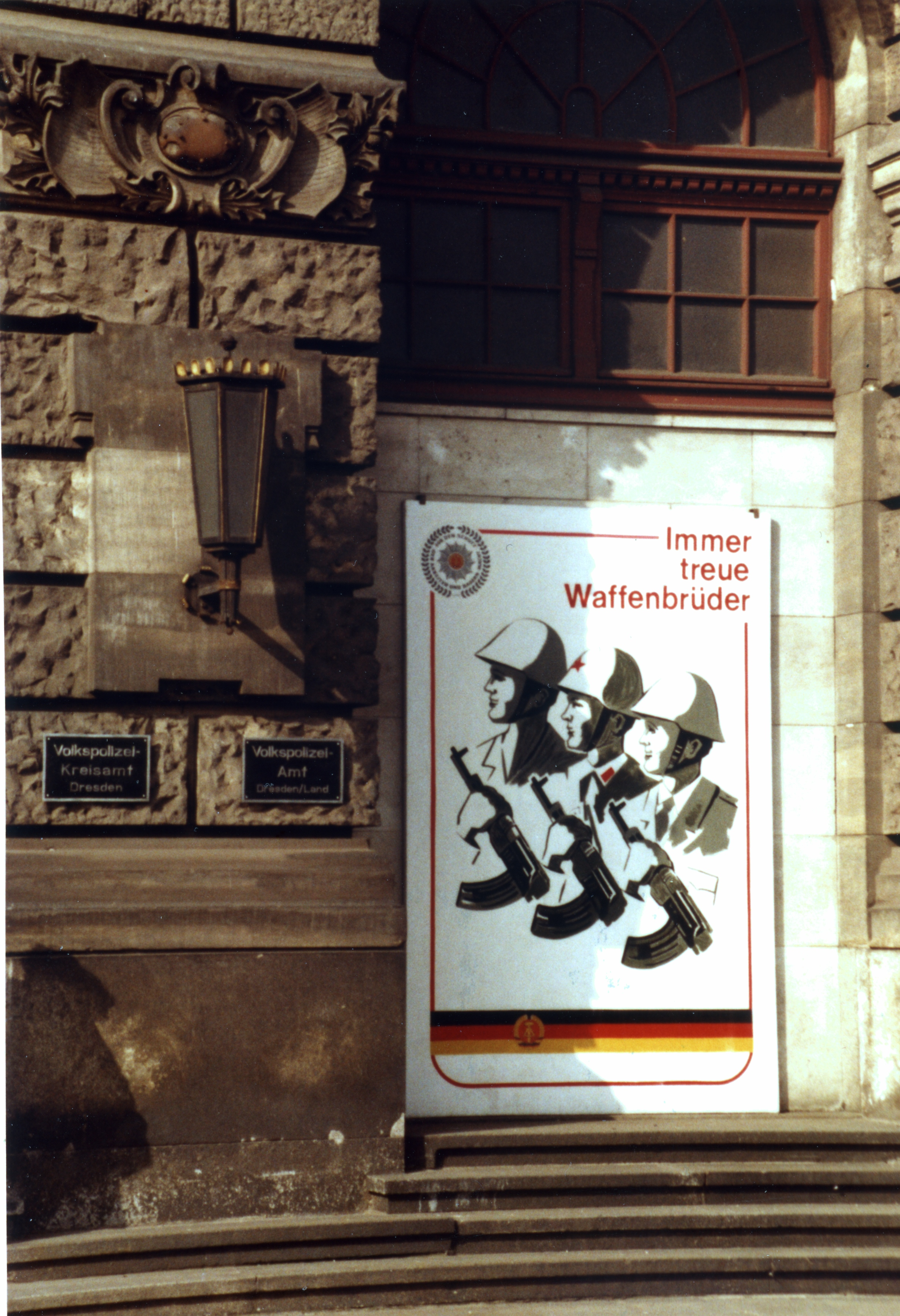
DDR-Propagandaplakat Dresden, Oktober 1985

Agitprop war ein wichtiges Mittel der Herrschaftssicherung der Sozialistischen Einheitspartei Deutschlands (SED) in der Deutschen Demokratischen Republik. Ihr Ziel bestand u. a. in der Diskreditierung der Wirtschafts- und Gesellschaftsordnung der Bundesrepublik Deutschland. Sie richtete sich allgemein gegen Kapitalismus und „westlichen Imperialismus“. Da alle Medien vom Staat zensiert und gesteuert wurden, war dessen Propaganda allgegenwärtig. Als permanente politisch-ideologische Indoktrination wurde sie bereits in den staatlichen Kindergärten praktiziert und im Schulunterricht (Staatsbürgerkunde) fortgesetzt. Massenorganisationen wie Junge Pioniere, FDJ, FDGB und andere waren integraler Bestandteil des staatlichen Propagandaapparates. Das Eindringen mittels Propaganda in Familien, die Unterdrückung der Opposition und die versuchte Einflussnahme auf die gesamte Gesellschaft sind typische Kennzeichen einer totalitären Herrschaft.
Ein wichtiges Element der DDR-Propaganda war die Fernsehsendung Der schwarze Kanal. Propagandamethoden waren ein fester Ausbildungsbestandteil für Kader, so z. B. im „Roten Kloster“, der Fakultät für Journalistik in Leipzig, einer Ausbildungsstätte, die direkt dem Zentralkomitee der SED unterstand.
Die DDR setzte sich auch propagandistisch mit den Notstandsgesetzen der Bundesrepublik Deutschland auseinander und stellte eine Verbindung zur nationalsozialistischen Justiz her.

### Propaganda in der Bundesrepublik Deutschland während des Kalten Kriegs

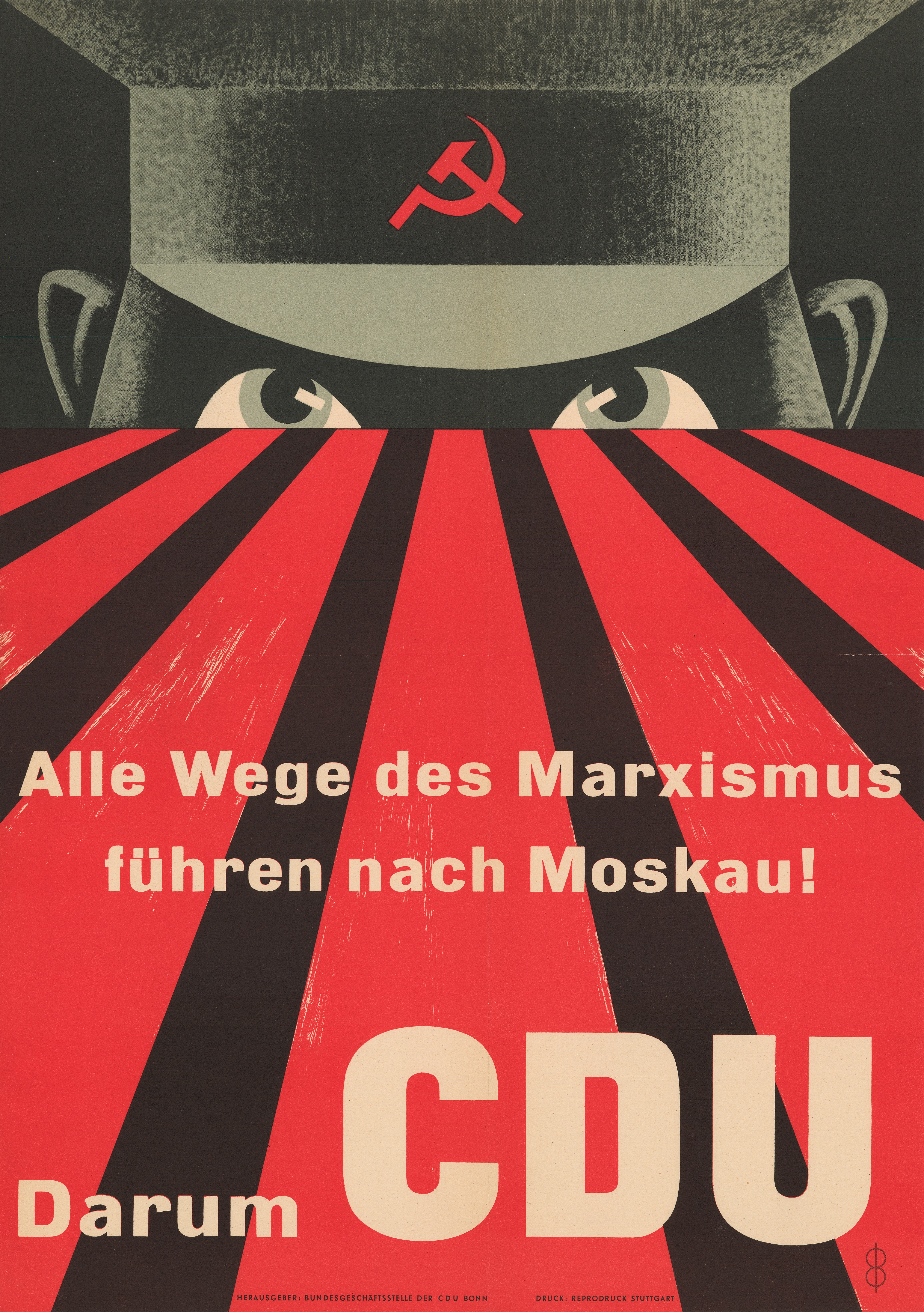
CDU Wahlkampfplakat aus dem Jahr 1953.

In der Bundesrepublik wurde Propaganda zu Zeiten des Kalten Krieges in den öffentlich-rechtlichen Rundfunk- und Fernsehanstalten und privaten Medien sowie in vielen übrigen Bereichen des täglichen Lebens eingesetzt, oft mit starker Wendung gegen die DDR. Eine tragende Rolle hatte das Bundesministerium für innerdeutsche Beziehungen und privat-rechtliche Propaganda-Organisationen wie z. B. der Volksbund für Frieden und Freiheit, aber auch einige politische Parteien, die mit ihrer antikommunistischen Haltung Angst schürten und Wahlkampf betrieben.
Neben der offenen Propaganda im alltäglichen Leben gab es auch verdeckte staatliche Aktionen, die vom Bundesministerium für Verteidigung als operative Information systematisch durchgeführt wurden. Der damalige Verteidigungsminister Franz Josef Strauß richtete 1958 ein Referat für Psychologische Kampfführung ein, in dem u. a. Eberhard Taubert, früherer Mitarbeiter im Reichspropagandaministerium, führend mitwirkte.

### Klimawandel
Der Klimawissenschaftler Michael E. Mann beschreibt in seinem Buch "Propagandaschlacht ums Klima" die Strategien von Klimaschutz-Verhinderern. Personen und Firmen die seit Jahrzehnten die wissenschaftlichen Erkenntnisse zum Klimawandel ignorieren und versuchen, die öffentliche Meinung zu manipulieren. Mann zeichnet die Geschichte der Klimawandelleugnung nach, beleuchtet die Taktiken der Desinformation und Ablenkung, die von der fossilen Brennstoffindustrie und ihren Verbündeten eingesetzt werden. Als Referenz werden klassische Propagandamittel der Waffenlobby, Tabakindustrie und chemischen Industrie beschrieben.

## Sprachlich gestützte Propagandatechniken
Propaganda, Überredung und Rhetorik werden oft gleichsinnig oder im selben Kontext benutzt. Wissenschaftler haben eine Vielzahl von Propagandatechniken analysiert oder entwickelt, die zum Teil auch als logische Fehlschlüsse (Trugschlüsse) und Scheinargumente, als rhetorische Mittel oder eristische Strategeme klassifiziert werden.
Nach Charles U. Larson wird Sprache für drei Typen von Propaganda eingesetzt: hypnotische, semantische und kognitive Propaganda. Die hypnotische lässt den Empfänger selbsttätig den erwünschten Gedanken denken, indem er durch Leerstellen dazu gebracht wird, den Sachverhalt aus seiner Sicht zu interpretieren: „Wir müssen unsere Werte verteidigen“. Die semantische Propaganda arbeitet mit Auslassungen, Verallgemeinerungen und Verdrehungen des sprachlichen Sinnes, die kognitive führt zu kognitiver Verzerrung oder nutzt psychologische Tendenzen der Verzerrung aus. Hypnotische, kognitive und semantische Propaganda sieht Larson in enger Verbindung.
Serge Moscovici sieht sprachliche Propaganda in einem Herrschaftssystem als dritte Ebene der Beeinflussung der Vorstellungen der Menschen. Erste Ebene ist der Raum und seine atmosphärische Wirkung, die zweite Ebene die Art der Veranstaltung, etwa eine Feier, das an diesem Ort und bei diesem Anlass gesprochene Wort enthält nach seiner Darstellung auch durch Atmosphäre und Kontext eine persuasive Bedeutung.

## Weitere Beispiele
- 50 Cent Party
- Al Jazeera (arabischsprachiges Programm)
- Russia Today
- Troll-Armee

## Filme
- Kinder, Kader, Kommandeure – 40 Jahre DDR Propaganda – Dokumentarfilm, 90 min. Ein Kompilationsfilm, der die Geschichte der DDR anhand ihrer eigenen Propagandafilme nacherzählt (deutsch und englisch). Trailer.
- Propaganda – Wie man Lügen verkauft, ZDF und Arte (2019) Dokumentation